# Примак, Марина Геннадьевна
Марина Геннадьевна Примак (род. 21 февраля 1972) — российская футболистка, защитник. Судья первой категории. Мастер спорта России.

## Биография
Выступала за тольяттинскую «Ладу». В 1993 году перешла в стан самарского ЦСК ВВС. В течение трёх сезонов дважды становилась чемпионом России и завоёвывала серебро этого же турнира. В 1996 году играла за КАМАЗ из Набережных Челнов.
В 1997 году вернулась в ЦСК ВВС, став вместе с командой серебряным призёром чемпионата. В 1998 году с ЦСК ВВС снова стала серебряным призёром чемпионата . В 1999 году с ЦСК ВВС стала бронзовым призёром чемпионата . С 2001 года вновь выступала за ЦСК ВВС. Вместе с командой выиграла первенство России 2001 года и бронзу чемпионата 2003 года, побеждала в турнире «Краснодарская весна» 2004 года. Включалась в список 33-х лучших футболисток по итогам 2001 года. Провела за самарский коллектив пять игр в Кубке УЕФА. Параллельно с игрой в футбол Примак выступала за ЦСК ВВС в чемпионате России по футзалу среди женских команд.
В 2005 году перешла в московский «Спартак». Вместе с командой доходила до финала Кубка России и завоёвывала серебро чемпионата страны. Вошла в список 33-х лучших футболисток по итогам 2005 года.
В 2008 году судила матчи мужского чемпионата Самарской области по футболу. По итогам первенства области 2012 года была признана лучшим арбитром турнира. Примак также признали лучшим арбитром зимнего чемпионата Самарской области 2016 года.
В 2009 году её назначили ответственным секретарём Самарской федерации футбола. В этом же году начала обслуживать матчи первого дивизиона России. В 2010 году дебютировала в качестве судьи женского чемпионата России. Являлась главным арбитром финала Кубка России 2015 года. В ходе матча чемпионата 2016 года «Россиянка» — «Звезда-2005» (2:2) Примак назначила пять пенальти. После этого её отстранили от работы до вынесения решения экспертно-судейской комиссии РФС.

## Достижения
ЦСК ВВС
- Чемпион России (3): 1993, 1994, 2001
- Серебряный призёр чемпионата России (3): 1995, 1997, 1998
- Бронзовый призёр чемпионата России: 1999

«Спартак»
- Серебряный призёр чемпионата России: 2006
- Финалист Кубка России: 2006